# Erastroides flavibasalis
Erastroides flavibasalis är en fjärilsart som beskrevs av George Francis Hampson 1897. Erastroides flavibasalis ingår i släktet Erastroides och familjen nattflyn. Inga underarter finns listade i Catalogue of Life.